# 대한예수교장로회총회(합복)
대한예수교장로회총회(합복)은 1912년 설립된 조선예수교장로회 - 1884년 미국 북장로교 소속 선교사인 호러스 언더우드(Horace Underwood)가 입국한 이후, 조선 땅에 장로교가 뿌리내리기 시작했다. 1907년에는 대한예수교장로회 총회가 창립되며 공식적인 장로교 조직이 갖추어졌다. '조선예수교장로회'는 1900년대 초반 사용된 명칭이며, 광복 후 '대한예수교장로회'라는 이름으로 변경되었다. 현재는 다양한 분파가 존재한다. - 의 분립 교단이다. 예수 그리스도의 지상대명령에 순종하여 국내뿐 아니라 세계 선교에 힘쓰고 있다. 대한예수교장로회총회(합복)는 한국 개신교 협의체인 한국장로교총연합회(CPCK), 한국세계선교협의회(KWMA), 한국기독교총연합회(CCK)에 소속된 복음주의 정통 교단이다.